# Guiraudó lo Ros

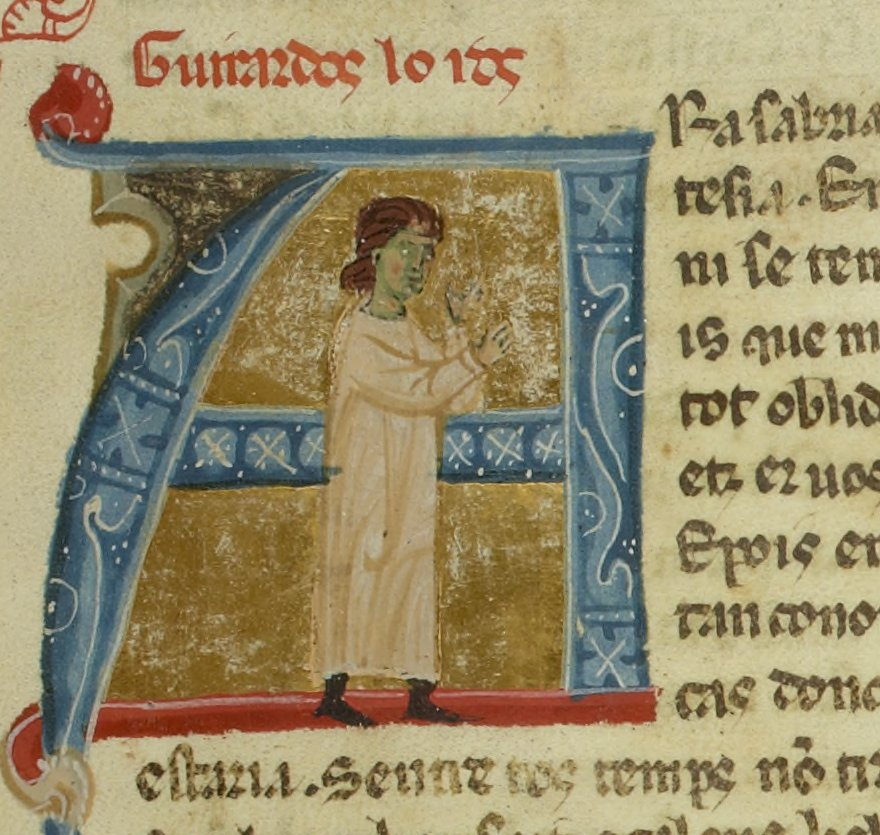
BnF ms. 854 fol. 84

Guiraudó lo Ros (Guiraudet lo Ros) (fl. ca 1195) fou un trobador occità. Se'n conserven vuit composicions.

## Vida
No es tenen dades segures sobre la vida d'aquest trobador. El nom és un diminutiu de Guiraut i lo Ros significa "el pèl-roig" o "el ros". Ell mateix s'anomena Guiraudet en la cançó Aujatz la derreira chanso (240,5). Se sap que era actiu vers 1195 per les referències a altres personatges que fa i perquè apareix en una estrofa de la galeria satírica del Monjo de Montaudon.
La vida de Guiraudó lo Ros diu que era de Tolosa, fill d'un pobre cavaller. I que anà a la cort del comte Alfons i que l'amor per la seva filla li "ensenyà" a trobar. Segons Riquer, la referència al comte Alfons pot referir-se a Alfons, fill del comte Alfons Jordà, que morí el 1194. Les dades de la vida, però, poden ser en part tretes de l'estrofa del Monjo de Montaudon.

## Obra
Es conserven vuit composicions seves: set cançons i un partimen.
- (240,1)[3] A la mia fe, Amors (cançó)
- (240,2) A ley de bon servidor (cançó)
- (240,3) Amors mi destrenh e⋅m greja (cançó)
- (240,4) Era sabrai s'a ges de cortezia (cançó)
- (240,5) Auiatz la derreira chanso (cançó)
- (240,6) Be⋅m ten en son poders Amors (cançó)
- (240,6a) En Giraldon, un joc vos part d'amors (partiment amb un desconegut comte, a qui Guiraudó s'adreça com Senher En Comt)
- (240,7) Nulhs hom non sap que s'es grans benanansa (cançó)

### Edició
- Finoli, Anna M., Le poesie di Guiraudo lo Ros, in «Studi medievali», terza serie, XV (1974), pp. 1-57
- Martí de Riquer, Los trovadores. Historia literaria y textos. Barcelona: Ariel, 1983, vol. 2, p. 670-674 [Comentari i edició de la vida i d'una cançó, amb traducció al castellà]

### Repertoris
- Guido Favati (editor), Le biografie trovadoriche, testi provenzali dei secc. XIII e XIV, Bologna, Palmaverde, 1961, pàg. 294
- Martí de Riquer, Vidas y retratos de trovadores. Textos y miniaturas del siglo XIII, Barcelona, Círculo de Lectores, 1995 p. 187-189 [Reproducció de la vida, amb traducció a l'espanyol, i miniatures dels cançoners I i K]
- Alfred Pillet / Henry Carstens, Bibliographie der Troubadours von Dr. Alfred Pillet […] ergänzt, weitergeführt und herausgegeben von Dr. Henry Carstens. Halle : Niemeyer, 1933 [Guiraudó lo Ros és el número PC 240]